# Río Aguas Blancas (Figueroa)
El río Aguas Blancas es un curso natural de agua que nace en los falderos del nevado Jotabeche en la cordillera de los Andes de la Región de Atacama, fluye con dirección general SO y desemboca en la margen oriental del río Figueroa (Jorquera).

## Historia
Luis Risopatrón lo describe en su Diccionario jeográfico de Chile (1924):: 334 
Aguas Blancas (Rio de). Recibe las aguas de las faldas W del nevado de Jotabeche, corre hácia el W i se vácian en la márjen E del curso inferior del rio Figueroa, del de Jorquera. 98, carta de San Roman (1892); 134; i 156.